# 미유
미유(米乳) 또는 쌀밀크(영어: rice milk 라이스 밀크[*])는 쌀로 만든 식물성 밀크이다. "쌀 우유"라고 부르기도 하지만 우유가 들어 있지는 않다.

## 같이 보기
- 두유
- 아몬드밀크